# Johannes IV Doukas Laskaris
Johannes IV Doukas Laskaris (Grieks: Ιωάννης Δ΄ Δούκας Λάσκαρις, Iōannēs IV Doukas Laskaris) (Nicea, 25 december 1250 – ?, 1305) was Byzantijns keizer van het Keizerrijk Nicea tussen 1258 en 1261, uit het Huis der Laskariden. Hij was de zoon van 
Theodoros II Laskaris en Helena van Bulgarije 
Johannes volgde als 7-jarige zijn vader op, met naast zich als regent, en sedert 1259 als geassocieerd keizer, de begaafde veldheer Michaël Palaiologos.
Deze liet hem in 1261 blind maken en gevangenzetten, waardoor het Huis der Paleologen aan de macht kwam. Johannes IV overleed in 1305 in duistere omstandigheden. 